# Regió Autònoma del Tibet
Xizang, també coneguda com la Regió Autònoma de Tibet (TAR) (tibetà: བོད་རང་སྐྱོང་ལྗོངས་; Wylie: Bod-rang-skyong-ljongs; xinès tradicional: 西藏自治區, xinès simplificat: 西藏自治区, pinyin: Xīzàng Zìzhìqū), és una regió autònoma de la República Popular de la Xina formada amb bona part del territori històric del Tibet, la regió històrica d'Ü-Tsang i bona part de la de Kham.
Limita al nord amb la Regió Autònoma de Xinjiang i amb la província de Qinghai; a l'est amb Yunnan i Sichuan; al sud amb Nepal, Bhutan i els estats de Sikkim, Uttaranchal, Himachal Pradesh i Arunachal Pradesh, a l'Índia; i a l'oest amb Caixmir.
Les fronteres actuals de la Regió Autònoma del Tibet es van establir generalment al segle XVIII i inclouen aproximadament la meitat del Tibet històric. La Regió Autònoma del Tibet abasta més de 1.200.000 km² i és la segona divisió més gran de la Xina a escala de província per àrea, després de Xinjiang. A causa del seu terreny aspre i accidentat, està poc poblat amb poc més de 3,6 milions de persones amb una densitat de població de 3 habitants per quilòmetre quadrat.

## Història
Aquesta regió es va establir formalment el 1965 per substituir l'àrea del Tibet, l'antiga divisió administrativa de la República Popular de la Xina (RPC), establerta després de l'annexió del Tibet. L'establiment va ser uns cinc anys després de l'aixecament tibetà de 1959 i l'acomiadament del Kashag, uns 13 anys després de l'annexió original.
Malgrat alguns debats històrics sobre la naturalesa exacta de les relacions sino-tibetes, la historiografia majoritària coincideix que el Tibet sota el Ganden Phodrang (1642 a c. 1951) va ser un estat independent, tot i que el país havia estat sota diferents sobiranies estrangeres durant gran part de la seva història, com per exemple el període de la dinastia Ming (1368–1644).
De 1912 a 1950, el Regne del Tibet es va independitzar de facto després de la caiguda de la dinastia Qing, com moltes altres regions de la successora República de la Xina. El règim de la República de la Xina, preocupat pels conflictes dels senyors de la guerra (1916-1928), la guerra civil (1927-1949) i la invasió japonesa (1937-1945), no va poder afirmar la seva autoritat al Tibet. Altres regnes etnoculturals més petits a l'est del Tibet: Kham i Amdo havien estat sota l'administració de iure del govern dinàstic xinès des de mitjans del segle XVIII. A partir del 2022 formen part de les províncies de Qinghai, Gansu Sichuan. i Yunnan.

## Divisió administrativa
La Regió Autònoma del Tibet està dividida en 1 prefectura urbana (Lhasa) i 6 prefectures rurals (Nagqu, Qamdo, Nyinchi, Shannan, Xigazê, Ngari). Totes són alhora dividides en un districte (districte de Chengguan, Lhasa), 1 comtat urbà (Xigazê), i 71 comtats.

## Demografia
Amb una mitjana de només dues persones per quilòmetre quadrat, el Tibet té la densitat de població més baixa entre qualsevol de les regions administratives de les províncies xineses, sobretot a causa del seu terreny aspre i accidentat. El 2021, només el 36,6% de la població del Tibet era urbana, amb un 63,4% rural, entre els més baixos de la Xina,
El 2020 la població de Xizang era de tres milions. Els tibetans ètnics, que atenyen el 86,0% de la població, s'adhereixen principalment al budisme tibetà i al bön, encara que hi ha una comunitat de musulmans tibetans. Altres grups ètnics musulmans com l'ètnia hui i els salar també han habitat la regió. Així mateix hi ha una petita comunitat cristiana tibetana a l'est del Tibet. Els grups tribals més petits com els monpa i els lhoba, segueixen una combinació del budisme tibetà i el culte espiritista, es troben principalment a les parts del sud-est de la regió.
Històricament, la població del Tibet estava formada principalment per les ètnies tibetanes. Segons la tradició, els avantpassats originals del poble tibetà, que estan representats per les sis bandes vermelles de la bandera tibetana, són els, Se, Mu, Dong, Tong, Dru i Ra. Altres grups ètnics tradicionals amb població significativa o amb la majoria ètnica que resideixen al Tibet inclouen els bai, blang, bonan, dongxiang, han, hui, lhoba, lisu, miao, mongols, monguor (gent tu), menba (monpa), mosuo, nakhi, qiang, nu, pumi, salars i Ètnia Yi.